# HD 170829
HD 170829，又名BD+20 3821，SAO 86142、HR 6950，是一颗恒星，视星等为6.5，位于銀經49.55，銀緯13.72，其B1900.0坐标为赤經18h 26m 24.4s，赤緯+20° 13.72′ 11″。